# Reserva Particular do Patrimônio Natural da Universidade de Santa Cruz do Sul
A Reserva Particular do Patrimônio Natural (RPPN) da Unisc é uma unidade de conservação a qual foi criada em 2009, através da Portaria nº 16, de 18 de março de 2009, possuindo 221,39 hectares, sendo atualmente uma das maiores unidades de conservação desta categoria (RPPN) no estado do Rio Grande do Sul, estando inserida no Bioma Mata Atlântica e apresentando vegetação característica da Floresta Estacional Decidual.

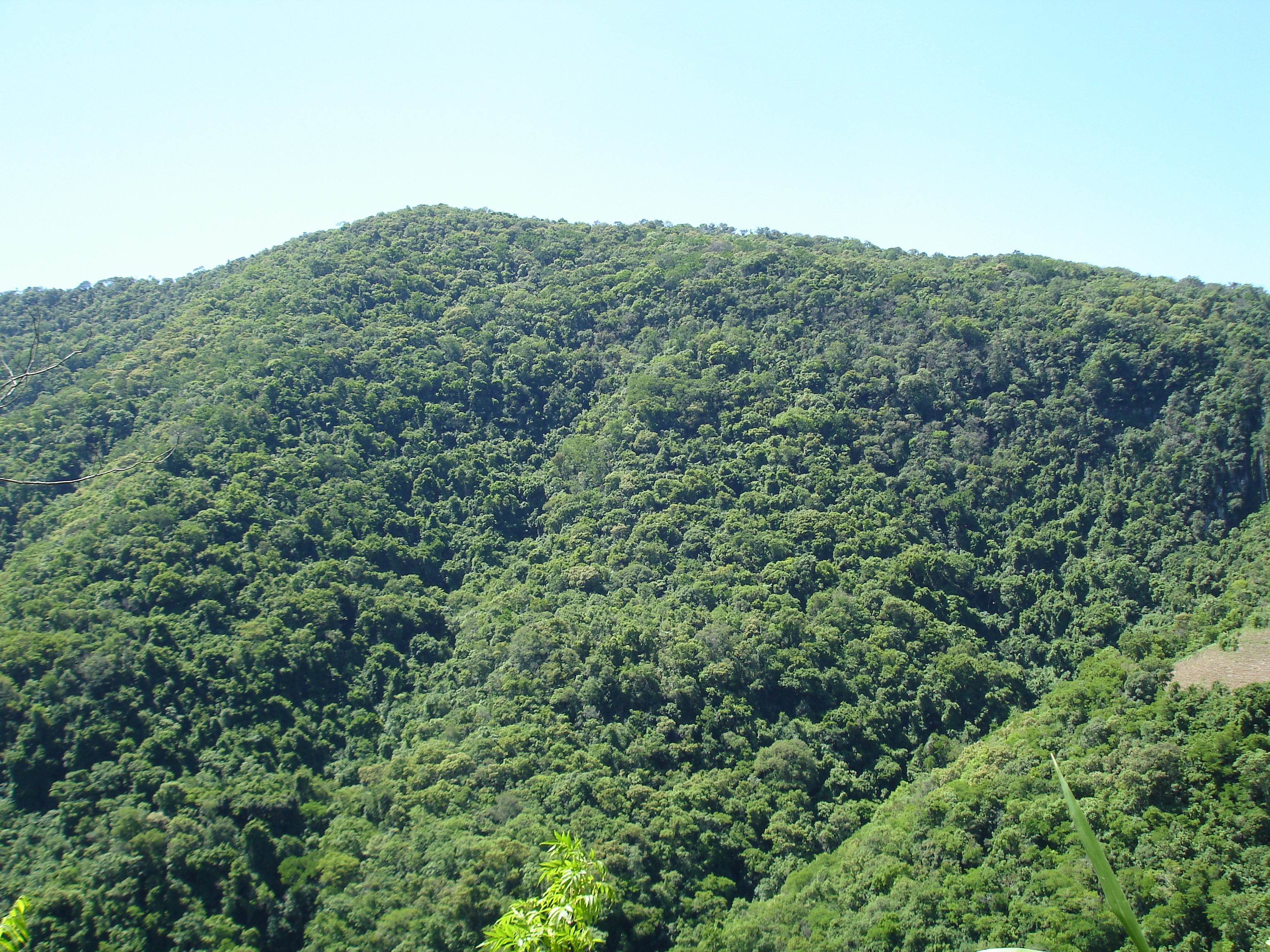
Floresta estacional decidual da RPPN da Unisc.

## História
A RPPN foi instituída em 2009, através da Portaria nº 16, de 18 de março de 2009, com recursos obtidos através de doações da Souza Cruz, utilizados para adquirir a área, que pertencia a agricultores. Na época, o espaço já encontrava-se com uma degradação da vegetação nativa de cerca de 50%, a área tendo sido utilizada para o cultivo de tabaco e outras lavouras. Após 15 anos, o espaço encontra-se recuperado quase na totalidade.

## Localização
A RPPN da Unisc localiza-se no Estado do Rio Grande do Sul, no município de Sinimbu, distando cerca de 48 km ao norte do município de Santa Cruz do Sul e 25 km do centro de Sinimbu. É a única RPPN da região da escarpa do Planalto, embora o Livro Vermelho da Fauna Ameaçada de Extinção no Rio Grande do Sul tenha sugerido a criação de Unidades de Conservação nesta região para a proteção dos últimos fragmentos representativos de mata primária desta região no ano de 2003..

## Caracterização
A Reserva está inserida no Bioma Mata Atlântica, apresenta vegetação predominantemente secundária e característica da Floresta Estacional Decidual. Foi criada no ano de 2009, e abrange uma área de 221.39 hectares, caracterizada por ser um ecótono entre a floresta estacional decidual e a floresta ombrófila mista, apresentando altitudes mínimas em torno de 150 m ao leste, junto ao leito do rio Pardinho, e máximas em topo de morros, atingindo em torno de 650 m. O uso dos recursos naturais por antigos moradores do local fez com que boa parte da vegetação nativa fosse removida para diversos fins, restando nas encostas de morros, áreas visivelmente menos impactadas, as quais, devido às condições topográficas, dificultaram a realização de atividades agro-silvi-pastoris.

## Pesquisa
Apesar de ser uma área de preservação recentemente criada, as atividades de pesquisa na área tiveram início já no ano de 2006, antes da área vir a ser uma RPPN, e já conta com publicações quali-quantitativas relevantes a respeito da fauna e flora da área e da região, as quais receberam suporte dos laboratórios de entomologia e de botânica da Universidade de Santa Cruz do Sul:
- Mastofauna de médio e grande porte .
- Avifauna
- Flora arbórea e arborescente

## Flora
A flora arbórea e arborescente é caracterizada por apresentar elementos típicos da floresta estacional decidual e da floresta ombrófila mista, onde foram encontradas 149 espécies nativas e 11 espécies exóticas, das quais cinco são consideradas espécies invasoras e precisam de medidas urgentes para controle. A reserva abriga ainda 12 espécies ameaçadas de extinção de acordo com as listas da Flora Ameaçada do Rio Grande do Sul, Flora Brasileira Ameaçada de Extinção e lista vermelha da União Internacional para a Conservação da Natureza: Araucaria angustifolia (Bertol.) Kuntze, Gochnatia polymorpha (Less.) Cabrera, Maytenus aquifolia Mart., Dicksonia sellowiana Hook, Albizia edwallii (Hoehne) Barneby & J.Grimes, Myrocarpus frondosus Allemão, Cedrela fissilis Vell., Myrcianthes pungens (O.Berg) D.Legrand, Podocarpus lambertii Klotzsch ex Endl., Rudgea parquioides (Cham.) Müll.Arg., Picramnia parvifolia Engl. e Picrasma crenata (Vell.) Engl.
Em estudo realizado em uma encosta na área, foram amostrados, em um hectare, 1063 indivíduos pertencentes a 69 espécies.

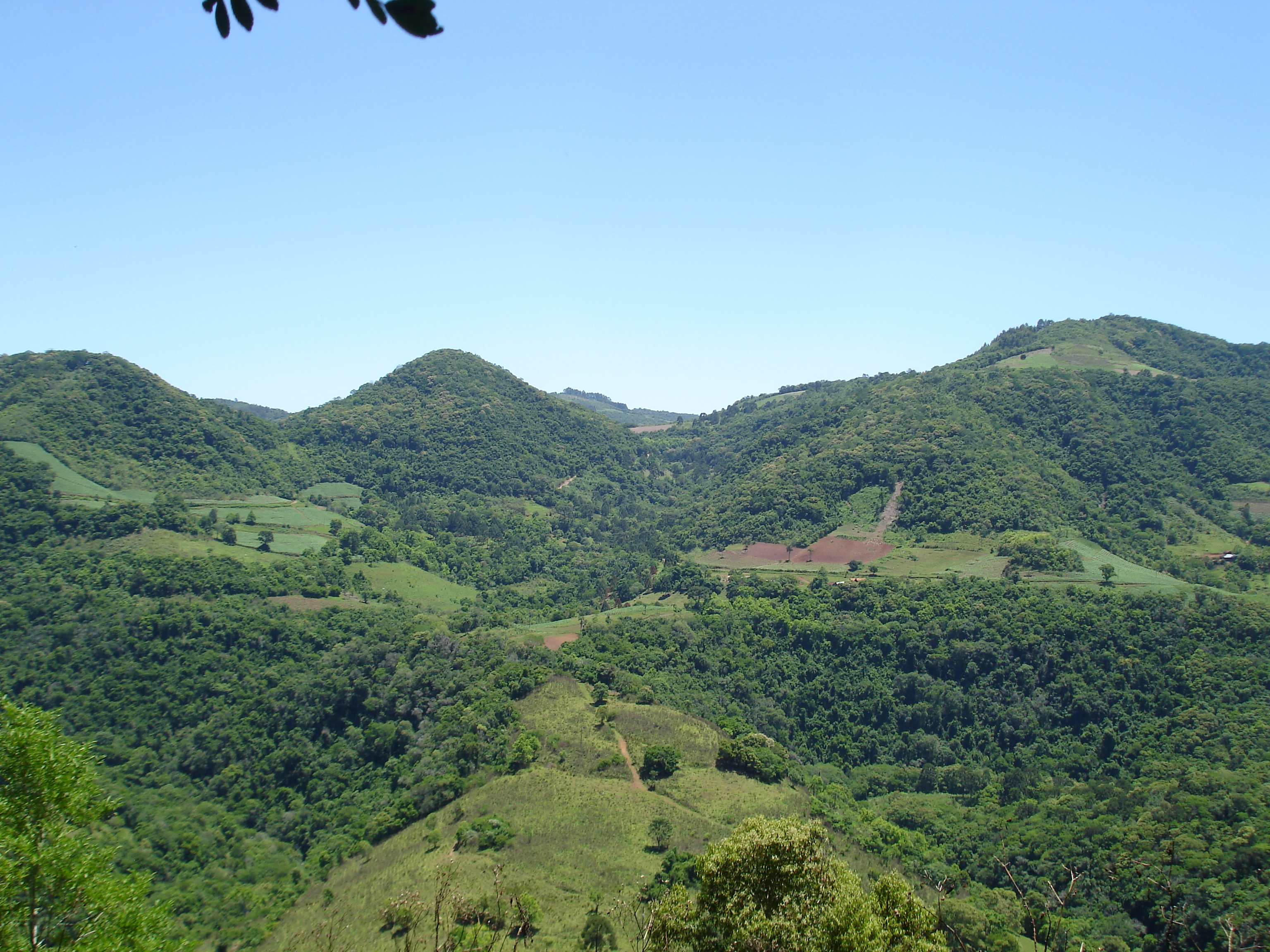
Visão lateral da área da RPPN da Unisc

## Fauna

### Mastofauna
Foram registradas 16 espécies de mamíferos silvestres, das quais 8 estão ameaçadas de extinção, dentre elas Alouatta guariba clamitans, Cebus nigritus,  Eira barbara, Nasua nasua, Leopardus wiedii, Chironectes minimus, Lontra longicaudis e Cuniculus paca. Também foram encontrados animais não silvestres na área da Reserva, os quais o controle torna-se indispensável para assegurar a sobrevivência e a viabilidade de populações da fauna silvestre local.

### Avifauna
Foram registradas na área 169 espécies de aves, das quais a maioria são aves florestais e 44 são espécies endêmicas da Mata Atlântica. Destacam-se as cinco espécies ameaçadas de extinção para o Rio Grande do Sul encontradas no local: Odontophorus capueira, Patagioenas cayennensis, Triclaria malachitacea, Grallaria varia  e Amazona pretrei (esta última ameaçada mundialmente: IUCN Red List), além de outras espécies raras ou na categoria "quase ameaçadas" (near threatened - IUCN) de extinção, bem como espécies típicas de florestas estacionais de encosta e espécies típicas das partes mais elevadas da escarpa no Rio Grande do Sul, demonstrando que a área encontra-se em um ecótono entre a floresta estacional decidual e floresta ombrófila mista.

## EcoturismoeEducação ambiental
A reserva realiza também atividades de ecoturismo e educação ambiental em parte da área, onde existem 3 trilhas diferentes pela mata com diversos níveis de dificuldade, ideais para crianças e adultos.
Desde 2006 a reserva vem recebendo visitas de estudantes, professores, universitários e comunidade em geral. Nos anos de 2007, 2008 e 2009 a RPPN recebeu visitas especiais de alunos e professores dos cursos de Biologia e Geoecologia das Universidades de Tubinga e Rotemburgo, da Alemanha.
A RPPN da Unisc é conhecida na região por possuir uma das maiores quedas d'água naturais do Rio Pardinho, sendo regionalmente conhecido por Salto do Rio Pardinho.

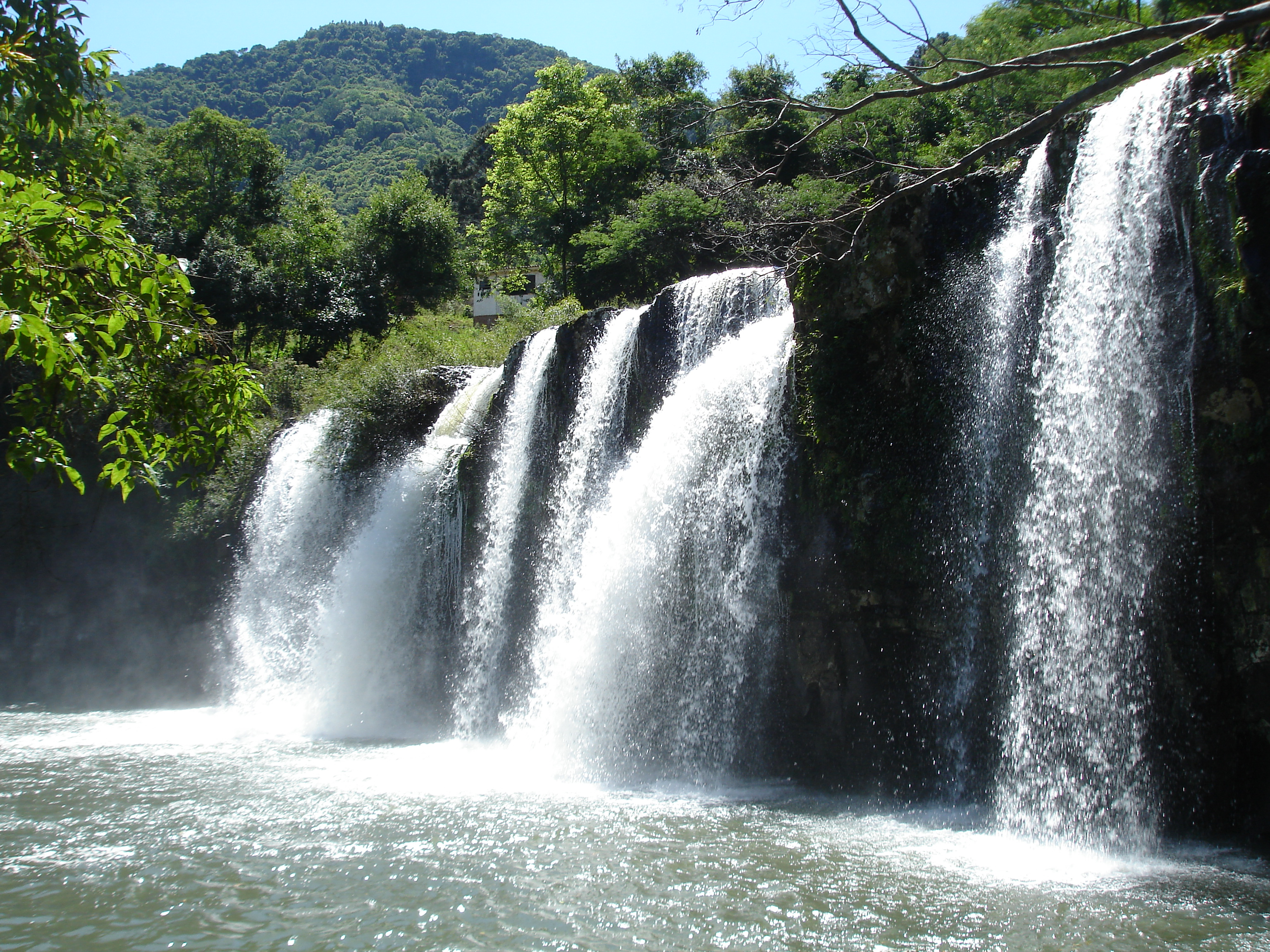
Salto do Rio Pardinho, queda d'água localizada nos limites da reserva.

Próximo à reserva, existem os pontos turísticos do município de Boqueirão do Leão conhecidos por Perau da Nêga e Cascata do Gamelão.